# ギムレット
ギムレット（gimlet）は、ジンベースのショートドリンクタイプのカクテル。

## 由来
1890年頃、イギリス海軍の軍医であったギムレット卿が、艦内で将校に配給されていたジンの飲み過ぎを憂慮し、健康維持のためにライム・ジュースを混ぜて飲むことを提唱したことが起源とされている。他に、ギムレット（gimlet）が錐の意であることから、その味の突き刺すような鋭いイメージから命名されたという説もある。

## 標準的なレシピ
現在の標準的なレシピ。
- ジン - （全量の）3/4
- ライム・ジュース - （全量の）1/4

当初の味に近いとされるもの。
- ジン-45ml
- ライムジュース-15ml
- カリブシロップ（サトウキビ天然糖液）-5ml

### 作り方
1. シェイカーに材料を全て入れる。
2. シェイクし、カクテル・グラスに注ぐ。

### 備考
ライムは、コーディアルライム（甘味付のライム・ジュース）を使うのがスタンダードだが、その場で絞ったライムの果汁を使った方が味・香りが良いという判断から、こちらが採用される場合もある。しかし、その場合はまったく甘味がなくなるので、砂糖かガム・シロップ、あるいはコーディアルにより適度の甘味を付けるのが一般的である。稀ではあるが甘味にホワイト・キュラソーなどのリキュールが使われる場合もある。
以上のように、作り手によりレシピの異なるカクテルの代表例となっている。コーディアルのみの使用なら、色は淡く透明なグリーンであるが、果汁を使うと白濁色となり、見た目のイメージも異なる。まったく甘味を加えないドライなカクテルとして作られることもあるが、多少の甘味を加えるのが主流である。

## バリエーション
- シェイクせず、氷を入れたグラスに同じ材料を注ぐと、「ジン・ライム」という別のカクテルとなる[4]。
- ジンをウォッカに変えた場合、「ウォッカ・ギムレット」や「スレッジハンマー」というカクテルとなる。
- ジンをラムに変えた場合、「ラムレット」というカクテルとなる[5]。さらに砂糖を加えたものはダイキリとなる[4]。

## 「ギムレットには早すぎる」
レイモンド・チャンドラーのハードボイルド小説『長いお別れ』中の代表的な台詞。英語の原文は「"I suppose it's a bit too early for a gimlet," he said.」
カクテルブックなどでは、主人公の私立探偵フィリップ・マーロウによる台詞と誤記されることが多いが、ゲストキャラクター「テリー・レノックス」がマーロウに対して言った台詞で、物語全体における重要な意味が含まれている。
小説中には、レノックスがギムレットへのこだわりを語る場面として、「本当のギムレットはジンとローズ社製ライム・ジュースを半分ずつ、他には何も入れない」という台詞がある。ここで言われるローズ社製ライム・ジュースはコーディアルライムの事である。